# مهيار الديلمي
أبو الحسن - أو أبوالحسين - مِهْيارُ بن مروزيه الدَّيلَمِيُّ (توفي 428 هـ / 1037 م) كاتب وشاعر فارسي الأصل، من أهل بغداد. كان منزله في بغداد بدرب رباح من الكرخ. كان مجوسياً فأسلم، ويقال إن إسلامه سنة 384 هـ أسلمَ وتشيّعَ على يد الشريف الرضي أبي الحسن محمد الموسوي وهو شيخه، وعليه تخرج في نظم الشعر، وقد وازن كثيرا من قصائده، ويقول القمي: (كان من غلمانه).  وُلِدَ في الدَّيلم، في جنوب جيلان، على بحر قزوين، واستخدم في بغداد للترجمة عن الفارسية. كان ينعته مترجموه بالكاتب، ولعله كان من كتاب الديوان.
كان شاعرًا جزل القول، مقدما على أهل وقته، وله ديوان شعر كبير يدخل في أربع مجلدات، وهو رقيق الحاشية طويل النفس في قصائده. ذكره الحافظ أبو بكر الخطيب في كتابه تاريخ بغداد وأثنى عليه وقال: «كنت أراه يحضر جامع المنصور في أيام الجمعات [يعني ببغداد] ويقرأ عليه ديوان شعره ولم يقدر لي أسمع منه شيئاً». قال الحر العاملي: جمع مهيار بين فصاحة العرب ومعاني العجم.

## وصلات خارجية
- بوابة الشعراء: ديوان مهيار الديلمي